# OXXO
OXXO je mexický řetězec obchodů se smíšeným zbožím. S více než 20 tisíci poboček je největším řetězcem se smíšeným zbožím v Latinské Americe. Ústředí firmy se nachází v Monterrey na severovýchodě Mexika. Vznikla v roce 1977 a původně se specializovala pouze na prodej piva, občerstvení a doutníků. Postupně se rozšířila do dalších měst (Chihuahua, Hermosillo, Nuevo Laredo) a během následujících dekád se rozrostla o tisíce dalších poboček po celé zemi (tisící byla otevřena v roce 1998). Kromě Mexika se pobočky nachází také v Kolumbii, Brazílii a Chile. Později začala firma pod značkou Oxxo Gas provozovat také čerpací stanice.